# Stilpon delamarei
Stilpon delamarei är en tvåvingeart som först beskrevs av Seguy 1950.  Stilpon delamarei ingår i släktet Stilpon och familjen puckeldansflugor. Inga underarter finns listade i Catalogue of Life.